# Denis Granečný
Denis Granečný (Ostrava, 7 september 1998) is een Tsjechisch voetballer die als verdediger voor FC Zbrojovka Brno speelt.

## Carrière
Denis Granečný speelde in de jeugd van FC Baník Ostrava, waar hij op 14 februari 2016 in de met 3-0 verloren uitwedstrijd tegen FK Mladá Boleslav in het eerste elftal debuteerde. In het seizoen 2015/16 werd Baník Ostrava kansloos laatste op het hoogste niveau van Tsjechië, waardoor het naar de Fotbalová národní liga degradeerde. In het seizoen erna, waarin Baník weer promoveerde, kwam Granečný nauwelijks in actie. In het seizoen 2017/18 werd hij een vaste basisspeler en in het seizoen erna bereikte hij met Baník de bekerfinale, die met 0-2 verloren werd tegen Slavia Praag. In het seizoen 2019/20 raakte hij zijn basisplaats weer kwijt. Hij kwam in actie voor het tweede elftal, wat in 2019 in de Tsjechische voetbalpiramide werd toegevoegd, en in de tweede seizoenshelft werd hij verhuurd aan SK Dynamo České Budějovice. Hier kwam hij slechts tot één invalbeurt. In het seizoen 2020/21 wordt Granečný aan FC Emmen verhuurd, wat een optie tot koop bedong. Hij debuteerde voor Emmen op 19 september 2020, in de met 2-1 verloren uitwedstrijd tegen PSV waarin hij in de 83e minuut inviel voor Miguel Araujo. In totaal viel hij slechts tweemaal in in de Eredivisie en één keer in de KNVB beker tegen FC Eindhoven, waarin hij in de 90+4e minuut de assist gaf op de 2-0 van Michael de Leeuw. Na het einde van zijn verhuurperiode speelde hij nog een half seizoen voor Baník en werd hij een half jaar verhuurd aan het Hongaarse Mezőkövesd-Zsóry SE. Hierna maakte hij de overstap naar FC Zbrojovka Brno.

### Statistieken

#### Beloften
| Seizoen                   | Club               | Land            | Competitie      | Competitie | Competitie | Totaal | Totaal |
| Seizoen                   | Club               | Land            | Competitie      | Wed.       | Dlp.       | Wed.   | Dlp.   |
| ------------------------- | ------------------ | --------------- | --------------- | ---------- | ---------- | ------ | ------ |
| 2019/20                   | FC Baník Ostrava B | Tsjechië        | MSFL            | 3          | 0          | 3      | 0      |
| 2021/22                   | FC Baník Ostrava B | Tsjechië        | MSFL            | 7          | 0          | 7      | 0      |
| Totaal beloften           | Totaal beloften    | Totaal beloften | Totaal beloften | 10         | 0          | 10     | 0      |
| Bijgewerkt op 29 mei 2025 |                    |                 |                 |            |            |        |        |

#### Senioren
| Seizoen                   | Club                      | Land            | Competitie      | Competitie | Competitie | Beker | Beker | Overig | Overig | Totaal | Totaal |
| Seizoen                   | Club                      | Land            | Competitie      | Wed.       | Dlp.       | Wed.  | Dlp.  | Wed.   | Dlp.   | Wed.   | Dlp.   |
| ------------------------- | ------------------------- | --------------- | --------------- | ---------- | ---------- | ----- | ----- | ------ | ------ | ------ | ------ |
| 2015/16                   | FC Baník Ostrava          | Tsjechië        | 1. ČFL          | 9          | 0          | 0     | 0     | –      | –      | 9      | 0      |
| 2016/17                   | FC Baník Ostrava          | Tsjechië        | FNL             | 10         | 0          | 0     | 0     | –      | –      | 10     | 0      |
| 2017/18                   | FC Baník Ostrava          | Tsjechië        | 1. ČFL          | 28         | 1          | 3     | 0     | –      | –      | 31     | 1      |
| 2018/19                   | FC Baník Ostrava          | Tsjechië        | 1. ČFL          | 23         | 0          | 6     | 0     | 2      | 0      | 31     | 0      |
| 2019/20                   | FC Baník Ostrava          | Tsjechië        | 1. ČFL          | 12         | 0          | 3     | 0     | 0      | 0      | 15     | 0      |
| 2019/20                   | → SK Dynamo Č. Budějovice | Tsjechië        | 1. ČFL          | 1          | 0          | 0     | 0     | –      | –      | 1      | 0      |
| 2020/21                   | → FC Emmen                | Nederland       | Eredivisie      | 2          | 0          | 1     | 0     | 0      | 0      | 3      | 0      |
| 2021/22                   | FC Baník Ostrava          | Tsjechië        | 1. ČFL          | 3          | 0          | 2     | 0     | –      | –      | 5      | 0      |
| 2021/22                   | → Mezőkövesd-Zsóry SE     | Hongarije       | NB I            | 5          | 0          | 0     | 0     | –      | –      | 5      | 0      |
| 2022/23                   | FC Zbrojovka Brno         | Tsjechië        | 1. ČFL          | 28         | 0          | 3     | 0     | –      | –      | 31     | 0      |
| 2023/24                   | FC Zbrojovka Brno         | Tsjechië        | FNL             | 28         | 1          | 2     | 1     | –      | –      | 30     | 2      |
| 2024/25                   | FC Zbrojovka Brno         | Tsjechië        | FNL             | 28         | 4          | 2     | 0     | –      | –      | 30     | 4      |
| Totaal senioren           | Totaal senioren           | Totaal senioren | Totaal senioren | 177        | 6          | 22    | 1     | 2      | 0      | 201    | 7      |
| Carrièretotaal            | Carrièretotaal            | Carrièretotaal  | Carrièretotaal  | 187        | 6          | 22    | 1     | 2      | 0      | 211    | 7      |
| Bijgewerkt op 29 mei 2025 |                           |                 |                 |            |            |       |       |        |        |        |        |